# Магнітна передача

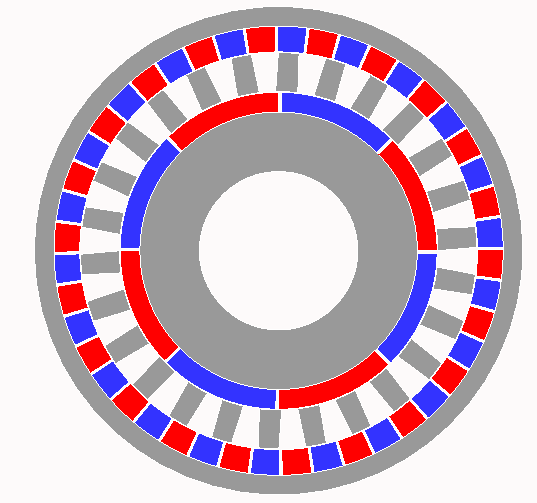
Ілюстрація внутрішнього та зовнішнього роторів другого порядку з феромагнітним статором між роторами.

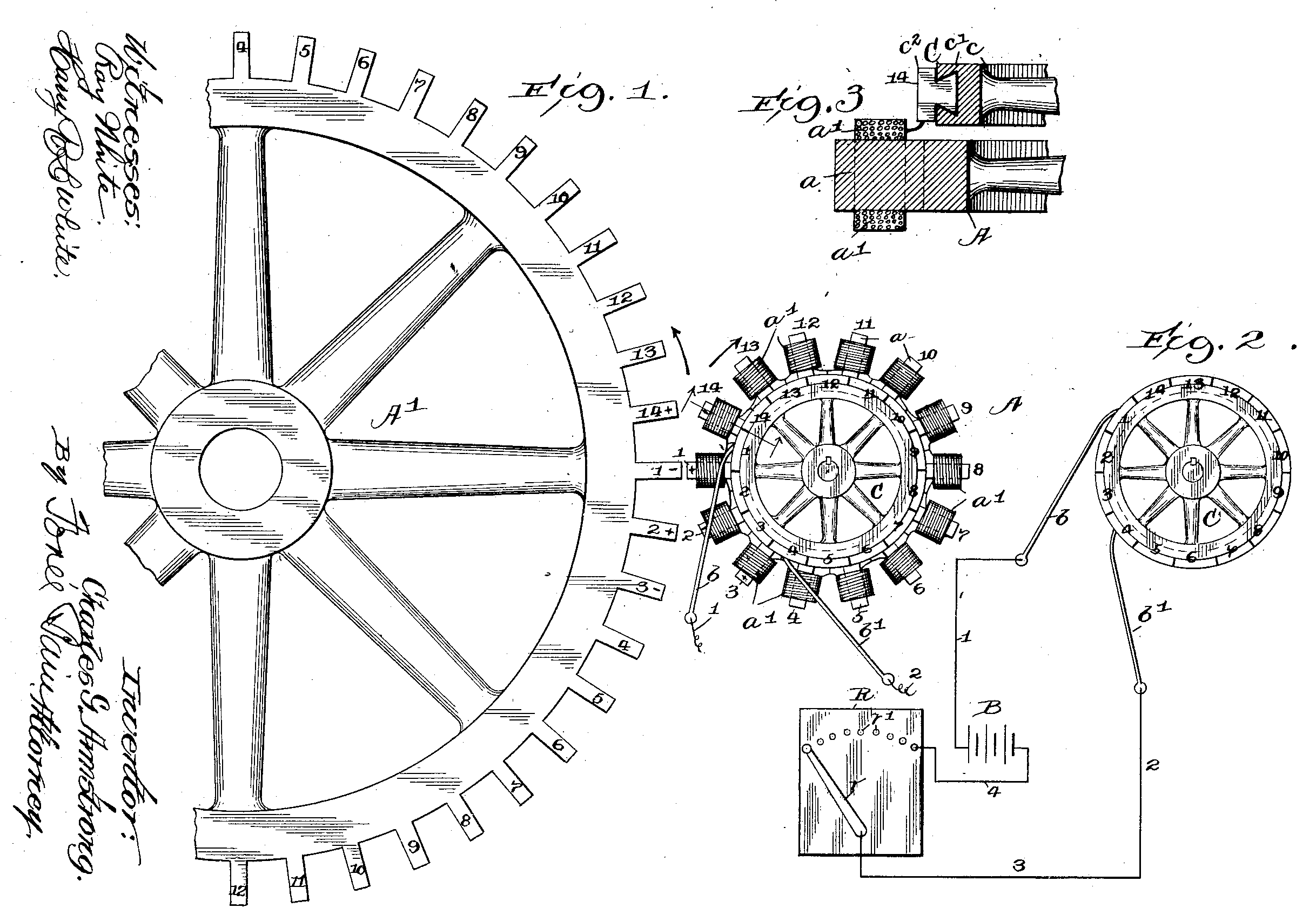
Малюнки патенту US687292, що показують двигун першого порядку з електромагнітами на одній із шестерен.

Магнітна передача нагадує традиційну механічну зубчасту передачу за геометрією та функціями, використовуючи магніти замість зубів. Коли два протилежні магніти наближаються один до одного, вони відштовхуються; при розміщенні на двох кільцях магніти діятимуть як зуби. На відміну від звичайного жорсткого контактного люфта в прямозубій шестерні, де шестерня може вільно обертатися до контакту з наступною шестірнею, магнітна шестерня має пружинистий люфт. В результаті магнітні шестерні можуть чинити тиск незалежно від відносного кута. Незважаючи на те, що вони забезпечують коефіцієнт руху, як традиційні зубчасті передачі, такі шестерні працюють без дотику та стійкі до зносу сполучених поверхонь, не мають шуму та можуть ковзати без пошкоджень.
Зубчаста передача з магнітним зв'язком може використовуватися у вакуумі без змащування або в операціях із застосуванням герметичних бар'єрів. Це може бути перевагою у вибухонебезпечних або інших небезпечних середовищах, де витік становить реальну небезпеку.

## Конструкція
У магнітних передачах зазвичай використовуються постійні магніти. Вони також можуть використовувати електромагніти для спеціальних випадків, включаючи змінне передаточне число. Магнітну передачу можна налаштувати кількома способами. Паралельні вхідна та вихідна осі, подібні до прямозубих шестерень, мають магнітне притягання або відштовхування між зубцями, наприклад магніти північного полюса на ведучій шестерні притягують магніти південного полюса веденої шестерні або зубці північного полюса на ведучій шестерні, що намагаються встановитися до центру між північними полюсними зубцями веденої шестерні. Зубці можуть бути з'єднані між собою для покращення з'єднання. Інша конфігурація — це лінійні осі, які використовують «поточне зчеплення». Стаціонарний проміжний феромагнітний циліндр допускає співвідношення руху через гармонічне співвідношення між кількістю полюсів на вході та на виході. Не існує еквівалентної механічної системи передач, оскільки дві обертові шестерні фізично ізольовані одна від одної та взаємодіють лише магнітно.
Крім того, існують шестерні з «циклоїдальним приводом» із передавальним числом, подібним до планетарних приводів, які також називаються «епіциклічними» або «ексцентричними» передачами.
Переваги магнітних передач:
1. Герметична механічна муфта
2. Механічна муфта, стійка до зсуву/перевантаження
3. Знос обмежений підшипниками, а не сполученими контактними поверхнями шестерень
4. Взаємозамінні передавальні числа в електронному або механічному режимі за хвилини, а не за години.

Магнітна передача створює механічне співвідношення між двома магнітно-зв'язаними пристроями таким чином, що:
1. Вони мають коефіцієнт обертання або поступальний рух між входом і виходом, який може бути одиничним у випадку чисто магнітної муфти або одним із багатьох передавальних чисел у магнітній коробці передач.
2. Вони мають крутний момент або коефіцієнт обмеження тяги, заснований на силі магнітного зчеплення.
3. Вони не мають фізичного контакту між головним рушійним і веденим елементами.

Такі пристрої були винайдені Армстронгом, CG, 1901, «Пристрій передачі енергії», патент США. № 0687292 і розвивався далі з 1940-х років

## Режими зачеплення
Існує чотири основних режими магнітної передачі.

### Перший режим
Визначене співвідношення магнітів на одному ведучому елементі та одному веденому елементі, як у звичайних передач. Передачі першого порядку можуть бути реалізовані під кутами та через немагнітні бар'єри, оскільки вони не вимагають компонента зв'язку.

### Другий режим
Магнітні передачі у другому режимі використовують співвідношення пар магнітних полюсів між внутрішнім і зовнішнім магнітними роторами, де ротор з меншою кількістю магнітів обертається з вищою швидкістю, ніж ротор з більшою кількістю магнітів. Проміжний феромагнітний статор зазвичай утримується нерухомо між кільцями, щоб спрямувати концентрацію магнітних ліній між високошвидкісним і низькошвидкісним ротором. Передавальне число між роторами дорівнює відношенню кількості пар магнітних полюсів на високошвидкісному роторі до кількості пар магнітних полюсів на низькошвидкісному роторі. Оскільки кількість пар полюсів у два рази перевищує кількість магнітів, на обох роторах має бути парна кількість магнітів. Феромагнітний статор допускає дві альтернативних конструкції. Перша використовує кількість феромагнітних стрижнів статора що дорівнює сумі кількості пар полюсів двох роторів як, і рухатиме вторинний ротор у протилежному напрямку обертання відносно напрямку обертання первинного ротора. У другій конструкції кількість частин статора дорівнює різниці між кількістю пар полюсів роторів, що приводить вторинний ротор у той самий напрямок, що й первинний.

### Третій режим
Обертовий пристрій, де пристрій другого режиму модифіковано, щоб мати котушку зовнішнього збудження. Зовнішні котушки створюють гармонічний потік при живленні від багатофазного змінного струму, який поводиться як змінна кількість стрижнів статора, таким чином поводячись як передача зі змінним передаточним числом. Цей тип передач споживає приблизно 25 % своєї вхідної потужності в процесі, викликаючи струм у зовнішніх котушках. Це робить КД змінної магнітної передачі меншим 75 %, що є нижчим за типову ефективність більшості комплектів передач. Проте менші характеристики технічного обслуговування та обмеження крутного моменту можуть виявитися придатними для деяких застосувань.

### Четвертий режим
Пристрій режиму 4 є модифікацією пристрою режиму 3, де вхід із змінною швидкістю з низьким крутним моментом, механічний вхід із високим крутним моментом і механічний вихід із високим крутним моментом. Як і пристрій режиму 3, він споживає приблизно 25 % енергії для забезпечення змінного входу, однак, якщо змінний вхід утримується нерухомо, пристрій функціонує як пристрій режиму 2. Такий пристрій можна назвати мультиплікатором крутного моменту.